# Schloss Gneisenau

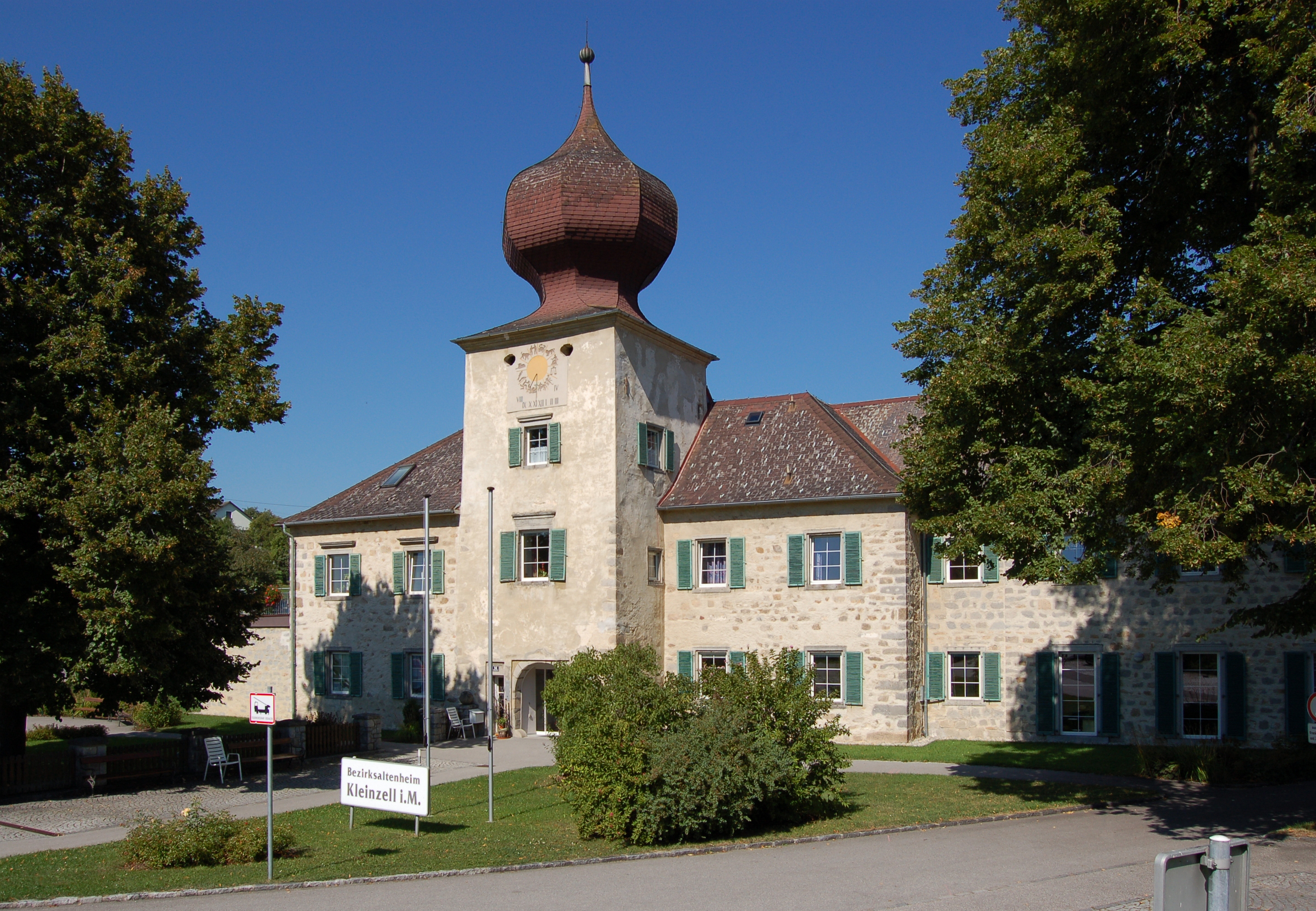
Schloss Gneisenau 2013

Das Schloss Gneisenau liegt im Bezirk Rohrbach, in Kleinzell im Mühlkreis, 30 Kilometer nordwestlich von Linz (Oberösterreich). Vom einstigen Wasserschloss aus dem 16. und 17. Jahrhundert sind nur der massige Torturm und die Laubengänge im Hof originalnah erhalten geblieben.

## Geschichte
Die erste urkundliche Erwähnung eines Adelssitzes an diesem Ort erfolgte im Jahre 1161. Er gehörte bis zum Jahr 1338 der passauischen Ministerialenfamilie der Gneussen (erster war Sigeboto von Gneuß), dann den aus Steyr stammenden Teuerwangern (1338 bis 1370), den Harrachern und den Diendorfern (1434 bis 1524). Nächster im Besitz war Georg Perkhammer (1524 bis 1540), dann hatten es Erasmus und Anna Kaplan von Tandleinsbach in ihrem Besitz. Diese verkauften es 1547 an ihren Schwager Seibold Raiger.
Ihnen folgten die Neithart (1556 bis 1589) nach, eine ursprünglich aus Ulm stammende Patrizierfamilie. Der erste aus dieser Familie, Zacharias Neithart, war Pfleger auf Waxenberg. Die Neitharts legten sich im 18. Jahrhundert das Prädikat „von Gneissenau“ zu. Aus dieser Familie stammten u. a. der Kardinal Johann Eberhard Neidhardt und der preußische Feldmarschall August Neidhardt von Gneisenau. Auf die Neitharts folgten die Hohenegg. 1597 ging das Schloss an Hanns dem Pranter, Pfleger auf Weidenholz. Erasmus Märk von Haimerhofen war 1602 bis 1630 Besitzer des Schlosses. Durch die kluge Haltung des Hans Christoph Mäerk wurde Gneisenau in den Bauernkriegen 1626 von Plünderungen verschont. 1630 wurde die Herrschaft an Christoph Heinrich Murhamber von Murau verkauft. 1634 bis 1767 besaßen die Grafen Fieger Gneisenau. Auf den Schlossgründen ließ Johann Philibert Freiherr von Fieger die Kapellen Maria Hilf, Maria Trost und Johann Nepomuk erbauen. 1767 wurde die Herrschaft an Graf Franz Gundaker von Starhemberg verkauft. Die Verwaltung wurde dabei nach Eschelberg verlegt.
1875 erwarb der Müller Josef Penn aus Zwettl an der Rodl das Schloss. Er wollte aus dem Schloss mit seinen dazugehörigen Grundstücken ein Musterobjekt für den von ihm gegründeten Heimstättenbund machen. Nach einem Brand musste Penn das Schloss 1906 wegen Schulden an die O.Ö. Volkskredit verkaufen. 1907 bis 1910 folgte ihm Hauptmann Friedrich Engl nach. Dieser ließ das Schloss neuaufbauen. 1910 kam es an Rudolf Wilhelmseder, dann an Hugo Ferger (1911) und 1917 schließlich an den Operettenkomponisten Heinrich Reinhardt. Dieser nahm romantisierende und historisierende Eingriffe in die Bausubstanz vor. 1924 wurden nach einem erneuten Besitzerwechsel Teile der historischen Bausubstanz vom Wiener Architekten Fritz Zeymer revitalisiert, das gesamte Gebäude für moderne Wohnzwecke adaptiert und durch einen Zubau erweitert. Bis 1938 war das Schloss im Besitz der aus England stammenden Miss Whitehead.

## Schloss Gneisenau früher und in der Gegenwart

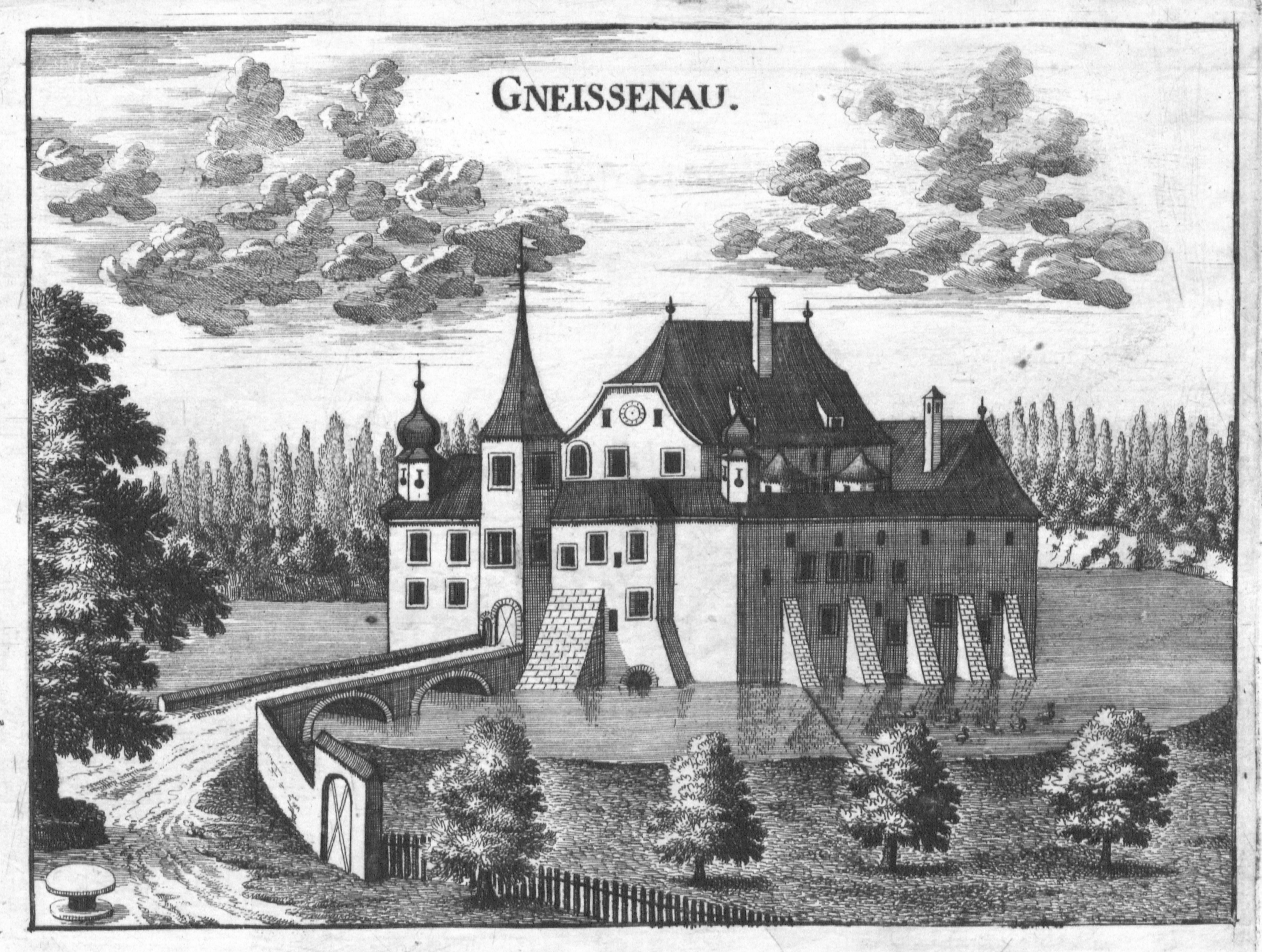
Schloss Gneisenau, Stich von Georg Matthäus Vischer, 1674

Das wohl zu Beginn des 16. Jahrhunderts errichtete Schloss wurde in den folgenden Jahrhunderten baulich mehrfach verändert und erlebte zahlreiche Besitzerwechsel. Von der ursprünglichen Burg dürften noch die alten Mauern im neuen Schloss verbaut sein. Wie man auf dem Stich von Georg Matthäus Vischer sehen kann, war Gneisenau ein gedrungener Bau inmitten eines runden Teiches. Eine steinerne Brücke führte zu dem heute noch erhaltenen Torturm und dem Innenhof des Schlosses. Die vier Flügel sind durch Einbauten in die ursprüngliche Ringmauer entstanden. In neuerer Zeit wurden dem nun sanierten Schloss weitere Flügel angefügt.
Das Schloss wurde im Jahr 1945 von sowjetischen Soldaten geplündert und war bis 1953 von den russischen Soldaten besetzt. Wegen der schweren Schäden musste das Gebäude vollständig saniert werden. Es wurde dabei nach Plänen des Architekten Krohn und Baumeister Sparschuh umgebaut. Seit 1959 beherbergt es ein Bezirksaltenheim.